# Banjaran (Maja, Majalengka)
Banjaran is een bestuurslaag in het regentschap Majalengka van de provincie West-Java, Indonesië. Banjaran telt 1641 inwoners (volkstelling 2010).